# سنگ‌دوست
سنگ‌دوست‌ها (به انگلیسی: Lithophile) جاندارانی هستند که می‌توانند در میان منافذ سنگ‌های آذرین رسوبی و حتی شکسته تا اعماق چندین کیلومتری زندگی کنند.
برخی از آنها روی سنگ‌های سطحی زندگی می‌کنند و از فتوسنتز برای انرژی استفاده می‌کنند.
آنهایی که در سنگ‌های عمیق‌تر زندگی می‌کنند نمی‌توانند از فتوسنتز برای جمع‌آوری انرژی استفاده کنند، بلکه در عوض انرژی را از مواد معدنی پیرامون خود استخراج می‌کنند. آنها در شکاف‌های صخره‌ای زندگی می‌کنند که آب به پایین نفوذ می‌کند. آب حاوی دی‌اکسید کربن محلول (CO 2) است که جانداران زنده برای نیازهای کربن خود از آن استفاده می‌کنند. آنها در صخره‌هایی تا عمق نزدیک به سه کیلومتری شناسایی شده‌اند که دمای آن تقریباً ۷۵ درجه سانتی‌گراد است.